# Cònjuge

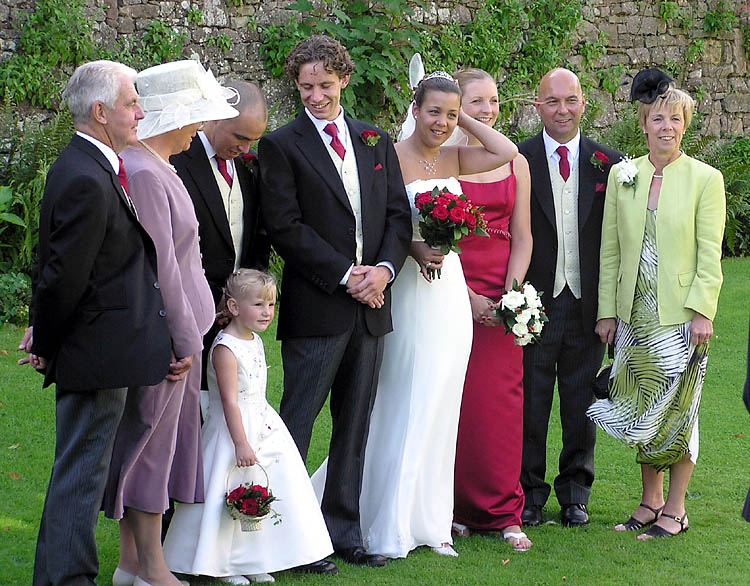
Cònjuges el dia de llur matrimoni, voltats de parents.

En dret, s'anomena cònjuge qualsevol de les persones físiques que formen un matrimoni. El terme és "cònjuge" és a dir, es pot usar per a referir-se a un home (el marit, espòs o cònjuge) o una dona (la muller, esposa, dona o cònjuge). Quan el sexe és desconegut, normalment es diu "el cònjuge" encara que també es pot dir "el o la cònjuge".
Com a sinònim de cònjuge se sol utilitzar el terme "espòs" o "dona" (l'origen del terme és el verb llatí spondeo, que significa prometre solemnement, comprometre's), si bé tècnicament no són equivalents, puix que són esposos els qui han celebrat esposalles, però no encara el matrimoni. També s'empra l'expressió "consort".

## Deures i drets
Segons les diferents legislacions, els cònjuges es deuen entre si diferents drets i obligacions, com l'obligació de fidelitat. Habitualment també és exigible el dret d'aliments. Cal assenyalar que la llei estableix en el codi civil que el cònjuge té funcions dins d'un paper social, mitjançant els deures que la constitució li atorga.

## Usos del terme
L'ús del terme cònjuge en lloc de marit, muller, espòs o esposa, etc, s'ha anat estenent a l'àrea del dret de la família per diversos motius, entre els quals cal destacar:
- Que la gradual equiparació dels sexes en drets i deures dins del matrimoni, moltes legislacions han preferit d'evitar l'esment a cadascuna de les parts separadament, i parlar sempre de «cònjuges», deixant clar la igualtat jurídica de tots dos.[3]
- Recentment, amb l'aparició de la possibilitat en alguns països del matrimoni entre persones del mateix sexe s'ha fet necessari en les seves legislacions d'utilitzar sempre termes neutres o de gènere comú (no «muller» o «marit »).

## Pronunciació
Baldament la pronunciació acceptada és cònjuge (IPA ['kɔ́ɲʒuʒə] (Barc., Bal.); [kɔ́ɲʧuʧe] (Val.), hi ha persones que pronuncien * cònjugue, vulgarisme creat a partir del terme «conjugal» que utilitza l'oclusiva velar sonora.